# Sergej Ridzik
Sergej Ridzik (25 oktober 1992) is een Russische freestyleskiër. Hij nam onder olympische vlag deel aan de Olympische Winterspelen 2018 in Pyeongchang.

## Carrière
Ridzik maakte zijn wereldbekerdebuut in februari 2013 in Sotsji. In december 2013 scoorde de Rus in Val Thorens zijn eerste wereldbekerpunten. Op de wereldkampioenschappen freestyleskiën 2015 in Kreischberg eindigde hij als vijftiende op de skicross. In februari 2015 stond Ridzik in Arosa voor de eerste maal in zijn carrière op het podium van een wereldbekerwedstrijd. Op 15 december 2017 boekte de Rus in Montafon zijn eerste wereldbekerzege. Tijdens de Olympische Winterspelen van 2018 in Pyeongchang veroverde hij de bronzen medaille op de skicross.
In Park City nam Ridzik deel aan de wereldkampioenschappen freestyleskiën 2019. Op dit toernooi eindigde hij als 36e op de skicross. Op de wereldkampioenschappen freestyleskiën 2021 in Idre Fjäll eindigde de Rus als 32e op de skicross.

## Resultaten

### Olympische Winterspelen
| Jaar | Plaats      | Resultaten |
| ---- | ----------- | ---------- |
| 2018 | Pyeongchang | Skicross   |

### Wereldkampioenschappen
| Jaar | Plaats      | Resultaten   |
| ---- | ----------- | ------------ |
| 2015 | Kreischberg | 15e Skicross |
| 2019 | Park City   | 36e Skicross |
| 2021 | Idre Fjäll  | 32e Skicross |

### Wereldbeker
Eindklasseringen
| Seizoen   | Algm | SX  |
| --------- | ---- | --- |
| 2013/2014 | 287e | 55e |
| 2014/2015 | 38e  | 10e |
| 2015/2016 | 101e | 25e |
| 2016/2017 | 179e | 37e |
| 2017/2018 | 27e  | 5e  |
| 2018/2019 | 197e | 39e |
| 2019/2020 | 185e | 43e |

Wereldbekerzeges
| Datum            | Plaats   | Onderdeel |
| ---------------- | -------- | --------- |
| 15 december 2017 | Montafon | Skicross  |